# Elkhound
Elkhound norueguês[Nota] (em norueguês:  Norsk Elghund Grå) ou norueguês cinza é uma raça de cães oriunda da Noruega, considerada a raça nacional deste país. É uma raça nórdica que em sua origem foi utilizada na caça de cervos, de onde herdou o nome(elk hound = "cão de cervo"). Considerado social e independente, se apega a seus donos e aqueles que considera amigáveis, embora seja conhecido por reconhecer a diferença entre falsas e sinceras intenções. Facilmente adestrável, destaca-se ainda por seu instinto e pré-disposição à atividades sem receber comandos. Animal de porte grande, requer exercícios, sendo a caça um de seus preferidos, principalmente a caça de alce (elk = alce; hound = cão de caça), lobos e ursos. Podendo chegar a medir 52 cm na altura da cernelha, tem a pelagem espessa e abundante na coloração acinzentada.